# جون رامزي
جون رامزي (26 ديسمبر 1872 - 6 فبراير 1944) (بالإنجليزية: John Ramsay) هو جراح ولاعب كريكت أسترالي.

## وصلات خارجية
- جون رامزي على موقع إي آس بي آن كريك إنفو (الإنجليزية)